# Toallero

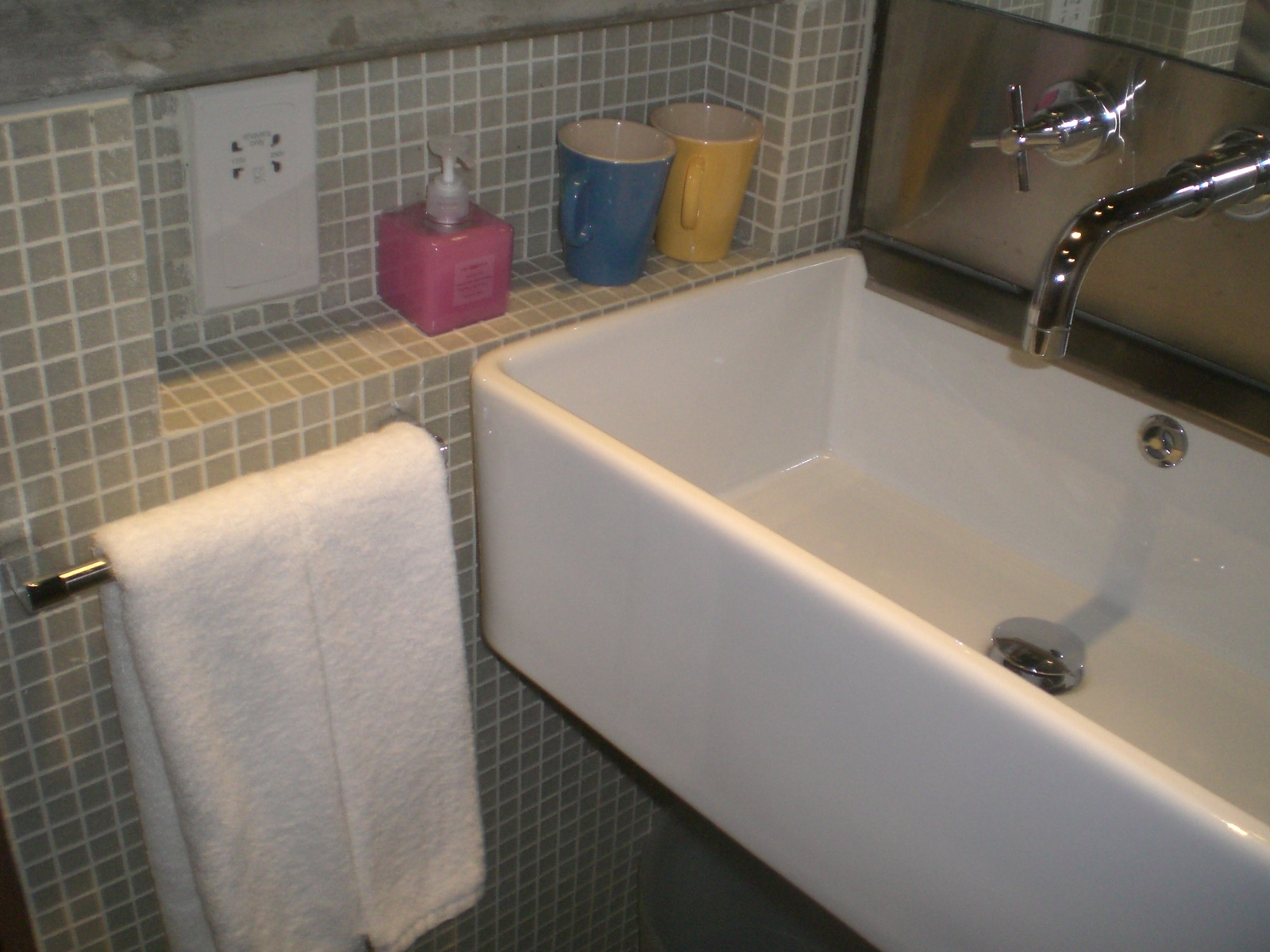
Toalla colgada de un toallero en forma de barra.

Se denomina toallero al utensilio utilizado en los baños para colgar las toallas. Pueden ser de acero inoxidable, madera o plástico, y existen en forma de barra (para colgar las toallas de forma extendida), de aro (para pasar las toallas por el medio), o bien como un diminuto soporte para colgar las toallas.
También existen los toalleros eléctricos, cuya función principal es calentar y secar las toallas. Pueden ser usados en el cuarto de baño y para funcionar solo necesitan ser enchufados.